# Джміль-зозуля норвезький
Джміль-зозуля норвезький[джерело?] (Bombus norvegicus) — палеарктичний (євро-сибірський температний) вид джмелів-зозуль. У горах трапляється на висоті до 2500 метрів над рівнем моря.

## Ареал
B. norvegicus є палеарктичним видом з диз'юнктивним ареалом в Індо-Малайській біогеографічній області: між східними окрайками Тибетського плато та північно-східним Китаєм (Цзілінь, Ляонін, Сичуань, Тибетський автономний район, Юньнань). Найпівденніші його популяції мешкають в Кантабрійських горах та Піренеях. Він трапляється на півночі аж до Північного полярного кола, але не виявлений на Британських островах та на Балканському півострові.
На території України B. norvegicus поширений у зоні мішаних лісів та лісостеповій зоні.

## Короткий опис імаго
Довжина тіла самок 18-20 мм, самців 13-17 мм.

### Короткий опис самки
Голова округла. Вусики 12-членикові. Верхня губа трикутної форми. Мандибули трохи видовжені, слабко вигнуті, під час зімкнення не заходять одна за іншу. Передня частина спинки чорна, 3-й тергіт з боків та 4-й тергіт повністю вкриті світло-жовтими волосками. Запушення коротке і відносно рівномірне. Черевце має 6 тергітів. Шостий тергіт посередині трохи кутастий, дахоподібний. За розгляду кінця черевця зверху, то видно останній стерніт. Задні гомілки мають шпори, рівномірно запушені, без «кошика». Є жало.

### Короткий опис самця
Голова коротка, практично квадратна, з жорсткими рідкими волосками. Вусики складаються з 13-члеників. Передня частина спинки в жовтих волосках, щиток в чорних волосках. Перший тергіт черевця здебільшого, 3-й і 4-й повністю в білих, 5-й і 7-й в коричневих волосках. Запушення всього тіла рівномірне. Черевце має 7 тергітів. Середні стерніти черевця покриті коричневими або чорними волосками. Задні гомілки вузькі, вкриті короткими волосками. Жало відсутнє, але є клешнеподібні геніталії.

## Особливості біології
Клептопаразит Bombus hypnorum. Власних гнізд не будує, яйця і личинки розвиваються в гніздах інших видів джмелів. Мешкає на луках, узліссях, галявинах. Трапляється не часто.